# Крекінг-установка у Морелос
Крекінг-установка у Морелос — складова частина нафтопереробного та нафтохімічного майданчика в районі портового міста Коацакоалькос на півдні Мексики (штат Веракрус).
З 1990 року до вже наявних двох піролізних виробництв у районі Коацакоалькоса (в Паджарітос та Ла-Кангреджера) додали третє, розміщене на майданчику Морелос. Як і попередні, нова установка парового крекінгу споживала етан, постачений по трубопроводу зі штату Чіапас, проте також могла піддавати піролізу певну кількість пропану. Первісно її потужність становила 500 тисяч тонн етилену на рік, а станом на середину 2010-х цей показник зазначали як 600 тисяч тонн.
Вироблений етилен споживається на цьому ж майданчику для продукування поліетилену низької щільності/лінійного поліетилену низької щільності (300 тисяч тонн), поліетилену високої щільності (100 тисяч тонн), оксиду етилену (200 тисяч тонн) та етиленгліколю (135 тисяч тонн).
У 2016-му біля Коацакоалькоса з'явився четвертий піролізний майданчик бразильської компанії Braskem, постачання якого етаном мало відбуватись з тих же газопереробних комплексів, які живили попередні установки. При цьому плани щодо збільшення виробництва етану лише завдяки підвищенню рівня його вилучення не виправдались у повній мірі, що призвело до дефіциту. Враховуючи суворі контрактні зобов'язання концерну Pemex щодо забезпечення нового виробництва сировиною, для потреб власних установок названого концерну почали імпорт етану. Для цього на терміналі в Паджарітос модернізували п'ять резервуарів, котрі раніше використовувались для зберігання етилену, а у січні 2018-го сюди прибув перший вантаж етану на газовому танкері Bow Guardian.